# Speloeophorus elevatus
Speloeophorus elevatus är en kräftdjursart som beskrevs av M. J. Rathbun 1898. Speloeophorus elevatus ingår i släktet Speloeophorus och familjen Leucosiidae. Inga underarter finns listade i Catalogue of Life.